# Зародковий центр
Зародкові центри (ЗЦ) або гермінальні центри (germinal centers, GC) — тимчасові структури в межах В-клітинної зони (фолікулів) у вторинних лімфоїдних органах — лімфатичних вузлах, Пеєрових бляшках клубової кишки та селезінці — де зрілі В-клітини активуються, проліферують, диференціюються та відбувається мутація генів антитіл (за допомогою соматичної гіпермутації, спрямованої на досягнення їх вищої спорідненості до антигенів) під час нормальної імунної відповіді. Більшість В-клітин зародкового центру (BGC) видаляються макрофагами. В-клітини динамічно розвиваються після активації фолікулярних В-клітин Т-клітинно-залежним антигеном.
Оскільки В-клітини зазнають швидкого клітинного поділу з високим рівнем мутацій, ці клітини темної зони зародкового центру відомі як центробласти. Після того, як вони припиняють проліферацію та переміщуються в світлу зону, вони відомі як центроцити. Там вони проходять селекцію («відбираються») фолікулярними Т-хелперами у присутності фолікулярних дендритних клітин (FDC). Зародкові центри є важливою частиною гуморальної імунної відповіді В-клітин, діючи як центральні «фабрики» для генерації дозрілих В-клітин, що спеціалізуються на виробленні спеціалізованих антитіл, які ефективно розпізнають антиген (наприклад, інфекційні агенти), і для виробництва довгоживучих плазматичних клітин та В-клітин пам'яті.

## Процес

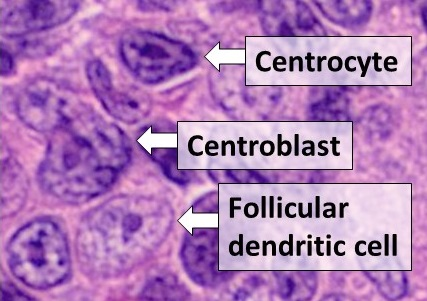
Гістологічне порівняння типів клітин у зародковому центрі, фарбування гематоксилин/еозин:
Центроцити малих або середніх розмірів з кутовими, витягнутими, розщепленими або скрученими ядрами.
Центробласти — це більші клітини, що містять везикулярні ядра з одним-трьома базофільними ядерцями, що прилягають до ядерної мембрани.
Фолікулярні дендритні клітини мають круглі ядра, центрально розташовані ядерця, м'який і диспергований хроматин і сплощену прилеглу ядерну мембрану.

1. У лімфатичних вузлах зрілі периферичні В-клітини, відомі як фолікулярні В-клітини, отримують антиген із FDC і, у свою чергу, представляють його спорідненим CD4+ T<sub id="mwPA">FH</sub> на межі, що відокремлює міжфолікулярну зону Т-клітин і зону В-клітин (також відому як лімфоїдні фолікули).
2. Після кількох раундів клітинного поділу В-клітини проходять через соматичну гіпермутацію, процес, за допомогою якого їх ДНК, що кодує антитіла, мутує. Таким чином, в зародковому центрі генеруються різноманітні клони. Мутації включають псевдовипадкові заміни, переважно у ділянках, що кодують поверхню розпізнавання антигену антитілами, які виробляють В-клітини. Це явище обумовлює процес дозрівання спорідненості, в результаті чого відбираються ті В-клітини, які виробляють більш афінні антитіла до антигену.
3. Отримавши ще неідентифікований дослідниками стимул, дозріваючі В-клітини (центробласти) мігрують з темної в світлу зону і починають експресувати свої «відредаговані» В-клітинні рецептори (BCR) на поверхні клітини. На цій стадії вони називаються центроцитами . Центроцити знаходяться в стані активованого апоптозу і конкурують за сигнали виживання, отримані від FDC і T<sub id="mwSQ">FH</sub> клітин. Вважається, що цей процес, відомий як «відбір зародкового центру», залежить від спорідненості поверхневого антитіла центроцита до антигену. Таким чином, В-клітина, з мутаціями, які надають їй поверхневе антитіло з вищою спорідненістю до антигену, отримує перевагу у виживанні перед клонами В-клітин з нижчою спорідненістю та перед тими, які отримали шкідливі мутації. Циклічний повторний вхід у темну зону ще раз у вигляді центробластів дає шанс для невідібраних В-клітинних мутантів отримати більше мутацій, щоб покращити спорідненість з антигеном. Вважається також, що взаємодія з Т-клітинами запобігає утворенню аутореактивних В-клітин зародкового центру.[3]
4. На деякій, незрозумілій ще дослідникам, стадії циклу «центробласт-центроцит» дозрілі В-клітини отримують остаточний сигнал диференціювання, щоб вийти із зародкового центру як плазматичні клітини, тобто клітини, які секретують велику кількість антитіл, або як В-клітини пам'яті, які можуть бути реактивовані в подальшому при повторному контакті з тим же антигеном. Відібрані В-клітини можуть також перезапустити весь цикл мутаційного поділу центробластів і відбору центроцитів. Таким чином адаптивна імунна система, частково через вказані реакції зародкового центру, може з часом поступово ще краще розпізнавати антигени.

## Морфологія на різних стадіях
Морфологія зародкового центру дуже специфічна і має властивості, характерні для різних стадій реакції.
- На ранньому етапі реакції мережа фолікулярних дендритних клітин повністю заповнена проліферуючими В-клітинами.
- Пізніше, на 4 день реакції, зародкові центри демонструють поділ на дві зони, темну та світлу.[4] Перша все ще містить переважно проліферуючі та мутуючі В-клітини, тоді як друга є зоною селекції В-клітин.
- Ці зони зникають через 10 днів розвитку зародкового центру, який закінчується приблизно через 3 тижні.

## Медичне значення
Оскільки зародкові центри є важливими структурами адаптивної імунної системи, їх дерегуляція пов'язана з багатьма імунними захворюваннями, наприклад, з ревматоїдним артритом, імунодефіцитом та багатьма лімфомами, таких як DLBCL та лімфома Беркітта .